# Leptoseps poilani
Leptoseps poilani är en ödleart som beskrevs av  Bourret 1937. Leptoseps poilani ingår i släktet Leptoseps och familjen skinkar. Inga underarter finns listade i Catalogue of Life.